# Cjarsons
Les cjarsons (prononciation frioulane [carˈsoŋs] ), (également appelés cjalsons ou cjalzons) sont un plat typique de la cuisine frioulane, plus précisément dans la région alpine de Carnie, mais sont aussi répandus dans la plaine veneto-frioulane.

## Caractéristiques
Les cjarsons se composent d'une pâte de blé tendre ou, dans certaines variantes, de pommes de terre farcies, semblables à des agnolotti ou des raviolis, et caractérisés par un contraste entre la saveur sucrée et salée. La garniture (pistùm ou pastùm) en effet, réalisée en différentes variantes selon la recette locale, peut contenir des raisins secs, du chocolat noir ou du cacao, de la cannelle, des épinards, de la ciboulette, de la ricotta, de la confiture, du rhum, de la grappa, du persil, des biscuits secs, des œufs, du lait.
Comme les raviolis, ils sont cuits à l'eau salée puis égouttés, assaisonnés de beurre fondu et de ricotta fumée (scuete fumade). Comme alternative au beurre, il est possible d'utiliser du ont, un beurre moussé dont l'eau a été éliminée et épaissi pour faciliter sa conservation pendant les mois d'été, autrefois très utilisé dans la cuisine carnique car il était impossible de conserver le beurre pendant longtemps. Plat traditionnel des grandes fêtes (par exemple pour les mariages), les cjarsons font partie des plats de la cuisine traditionnelle carnique, redécouverts et élevés au rang de plat de restaurant dans les années 1970 par le chef carnique Gianni Cosetti.